# 베이츠피그미영양
베이츠피그미영양 또는 베트영양(Bates's pygmy antelope, Neotragus batesi)는 소과 네소트라구스속에 속하는 영양의 일종이다. 아주 작은 영양으로 중앙아프리카와 서아프리카의 다습한 숲과 덤불숲에서 서식한다.